# Conrad Burri

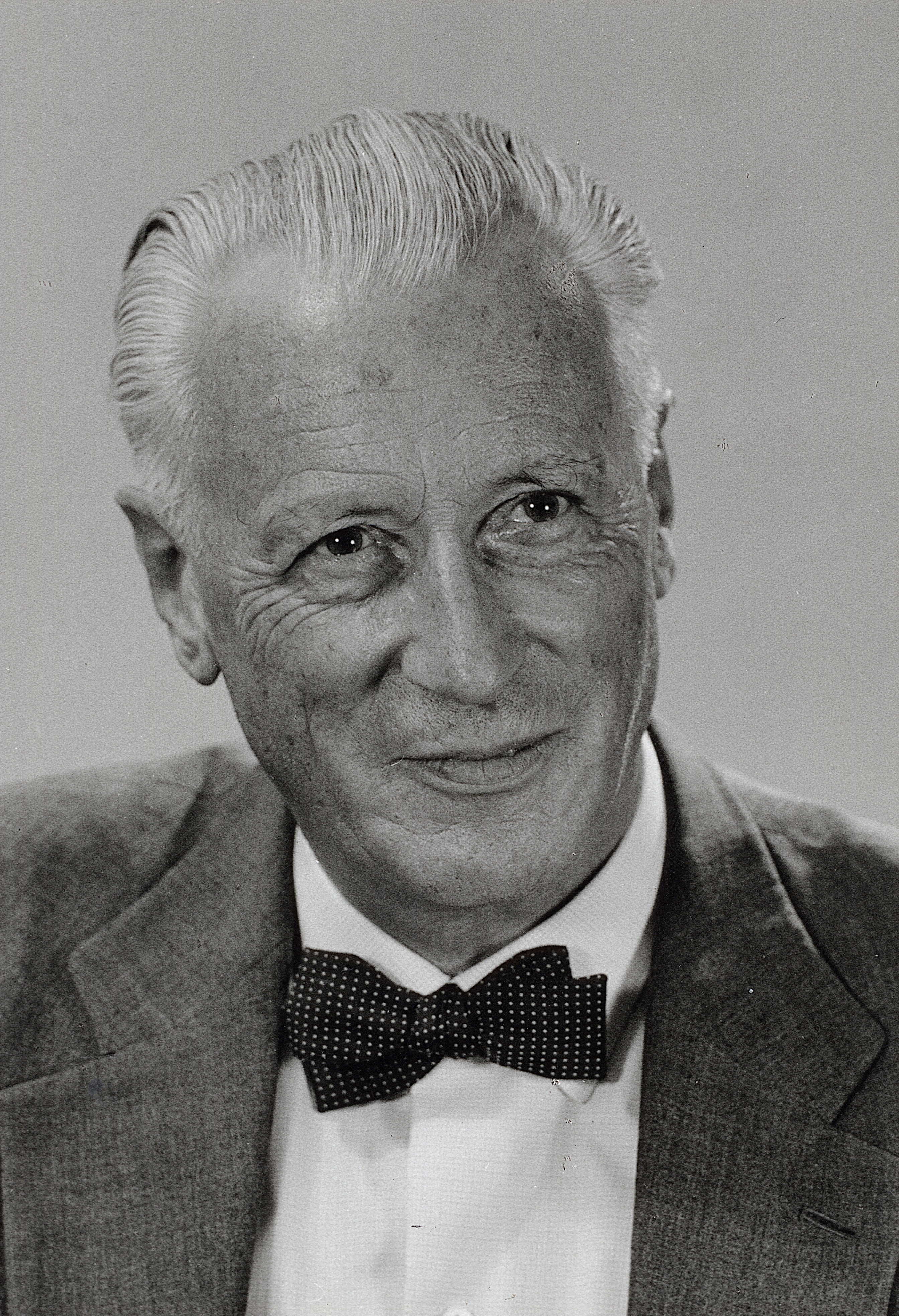
Conrad Burri (ca. 1970)

Conrad Burri (* 22. Mai 1900 in Bern; † 16. Juni 1987 ebenda, heimatberechtigt in Bern und Malters) war ein Schweizer Mineraloge.

## Leben
Conrad Burri wurde am 22. Mai 1900 in Bern als Sohn des Bakteriologen Robert Burri geboren. Der Absolvent eines Gymnasiums in Bern belegte ab 1920 ein Chemiestudium an der ETH Zürich, dazu ab 1922 ein Studium der Mineralogie und Petrografie an den Universitäten Zürich und Bern, die er 1926 mit dem Erwerb des akademischen Grades eines Dr. phil. in Zürich abschloss.
In unmittelbarer Folge trat Conrad Burri Assistenzstellen an der Universität Freiburg, daran anschliessend ab 1927 an der ETH Zürich an. Nach seiner dort erfolgten Habilitation im Jahr 1929 lehrte Burri zunächst von 1932 bis 1953 als ausserordentlicher Professor, bevor er bis 1970 den Lehrstuhl für spezielle Mineralogie und Petrografie, ab 1963 für Petrografie, innehatte. Parallel dazu wirkte Conrad Burri in den Jahren 1954 bis 1970 als ordentlicher Professor an der Universität Zürich.
Conrad Burri war mit Maria Henriette geborene Kircheisen verheiratet. Er verstarb am 16. Juni 1987 vier Wochen nach Vollendung seines 87. Lebensjahres in Bern.

## Wirken
Conrad Burri, der über hundert Publikationen und Monografien verfasste, steuerte grundlegende Beiträge zur Petrografie und Geochemie magmatischer Gesteine sowie zu Methoden der Kristalloptik bei.

## Werke (Auswahl)
- Das Polarisationsmikroskop, 1950
- Petrochemische Berechnungsmethoden auf äquivalenter Grundlage, 1959

## Archiv
- Wissenschaftshistorische Sammlungen der ETH-Bibliothek: Nachlass